# (4180) Anaxagoras
(4180) Anaxagoras es un asteroide perteneciente al cinturón de asteroides, descubierto el 24 de septiembre de 1960 por Cornelis Johannes van Houten en conjunto a su esposa también astrónoma Ingrid van Houten-Groeneveld y el astrónomo Tom Gehrels desde el Observatorio del Monte Palomar, Estados Unidos.

## Características físicas
La magnitud absoluta de Anaxagoras es 13,7. Tiene 9,719 km de diámetro y su albedo se estima en 0,079.

## Designación y nombre
Designado provisionalmente como 6092 P-L. El nombre Anaxágoras proviene de un filósofo griego presocrático de la escuela jónica que introdujo la noción de nous (νοῦς, mente o pensamiento) como elemento fundamental de su concepción física, que nació en Clazómenas en Turquía 500 a. C. 

## Características orbitales
Anaxagoras está situado a una distancia media del Sol de 2,610 UA, pudiendo alejarse hasta 3,110 UA y acercarse hasta 2,110 UA. Su excentricidad es 0,191 y la inclinación orbital 10,89 grados. Emplea 1540 días en completar una órbita alrededor del Sol.